# Biserica romano-catolică din Dămieni

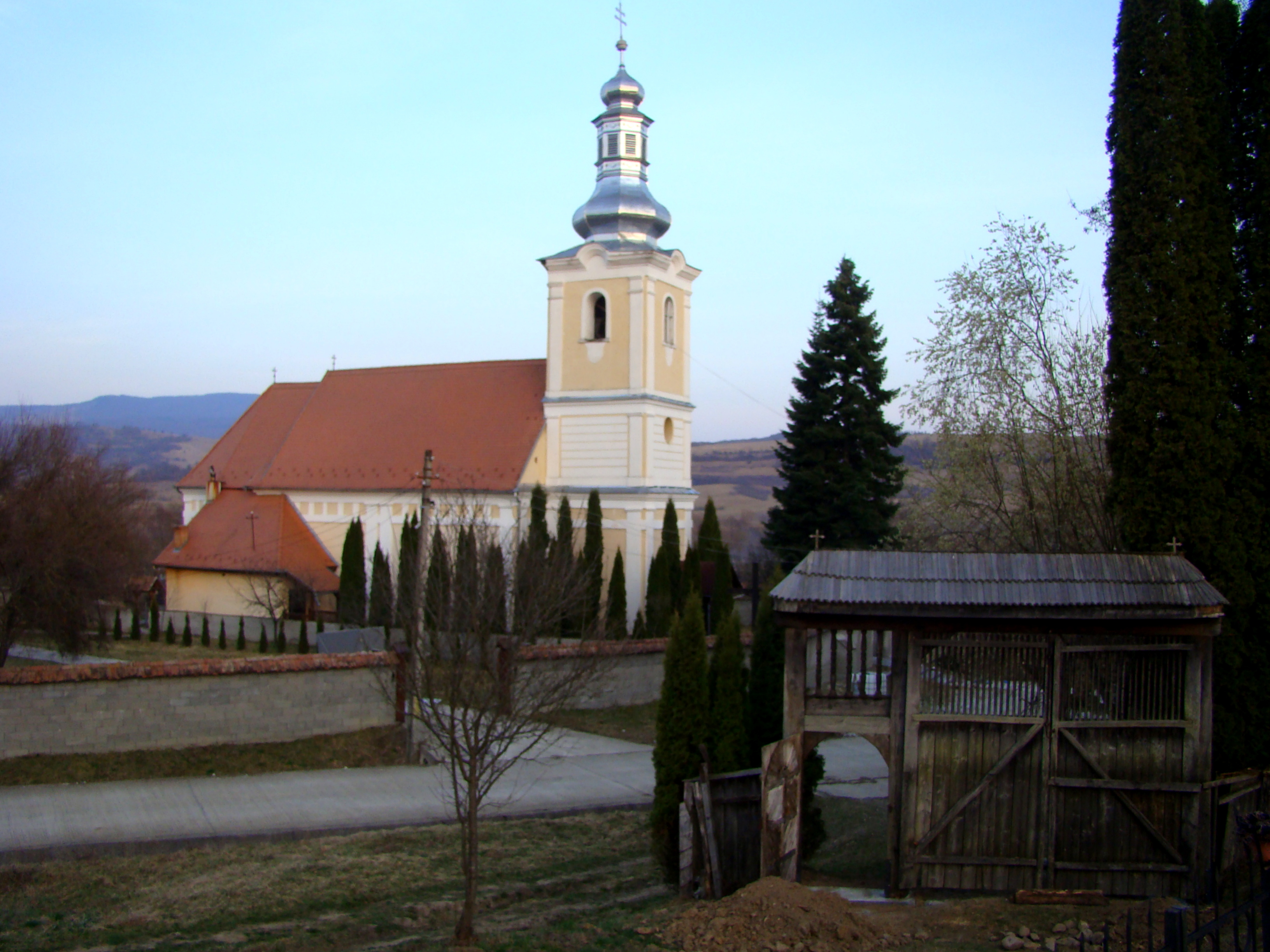
Biserica romano-catolică din Dămieni (martie 2022)

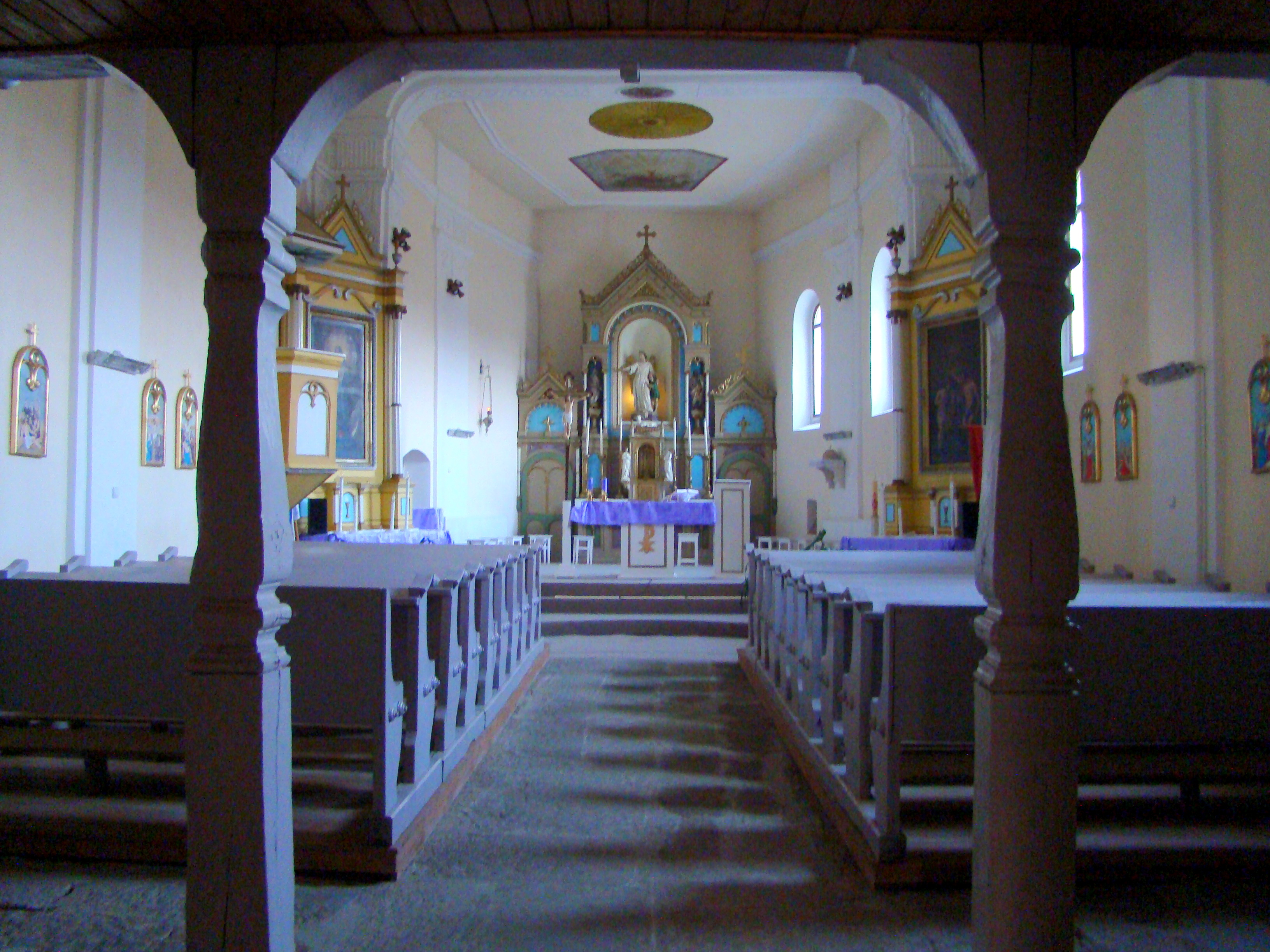
Nava spre altar

Biserica romano-catolică din Dămieni este un lăcaș de cult aflat pe teritoriul satului Dămieni, comuna Eremitu. Are hramul „Sfinții Arhangheli”.

## Localitatea
Dămieni (maghiară: Deményháza) este un sat în comuna Eremitu din județul Mureș, Transilvania, România.  Satul Dămieni este atestat documentar în anul 1567, cu denumirea Dijmijen haza.

## Biserica
Locuitorii erau toți catolici și așa au rămas chiar și după schimbările Reformei. A existat inițial o biserică de lemn, ridicată lângă cimitir în 1761 și mărită în 1812. Biserica actuală a fost construită între anii 1833 și 1836, iar biserica veche de lemn a fost cumpărată de greco-catolicii din Șardu Nirajului.

## Imagini

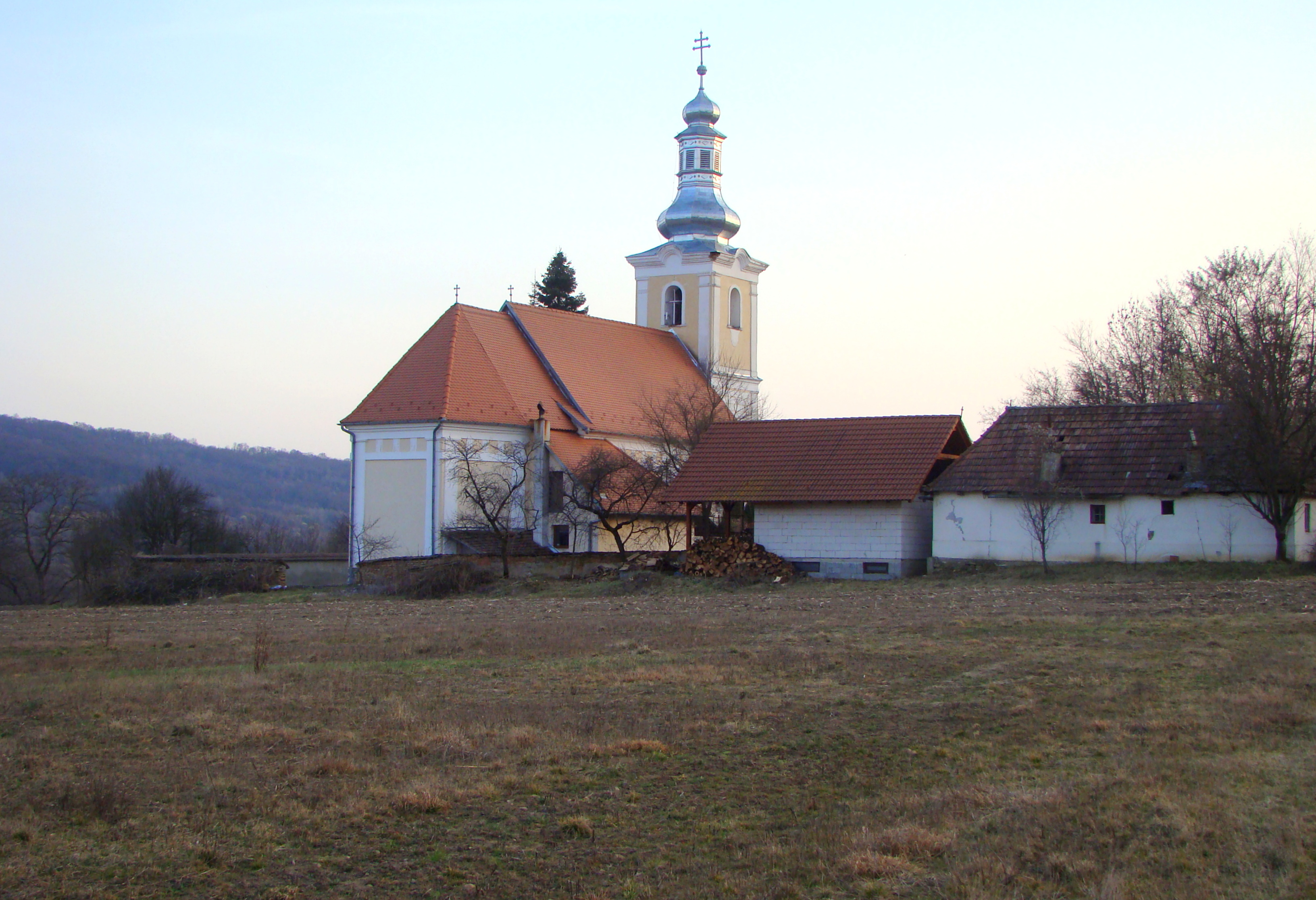
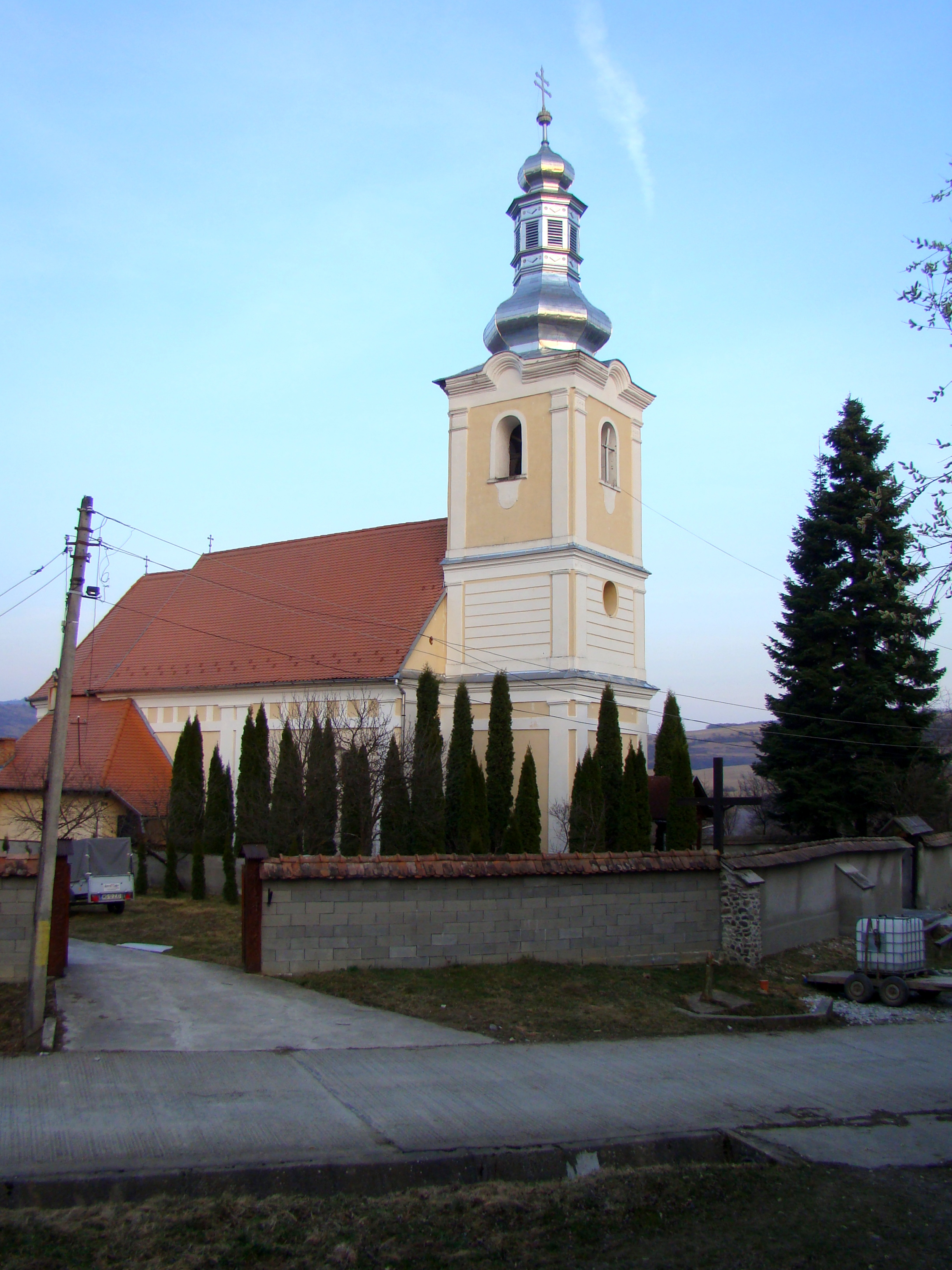
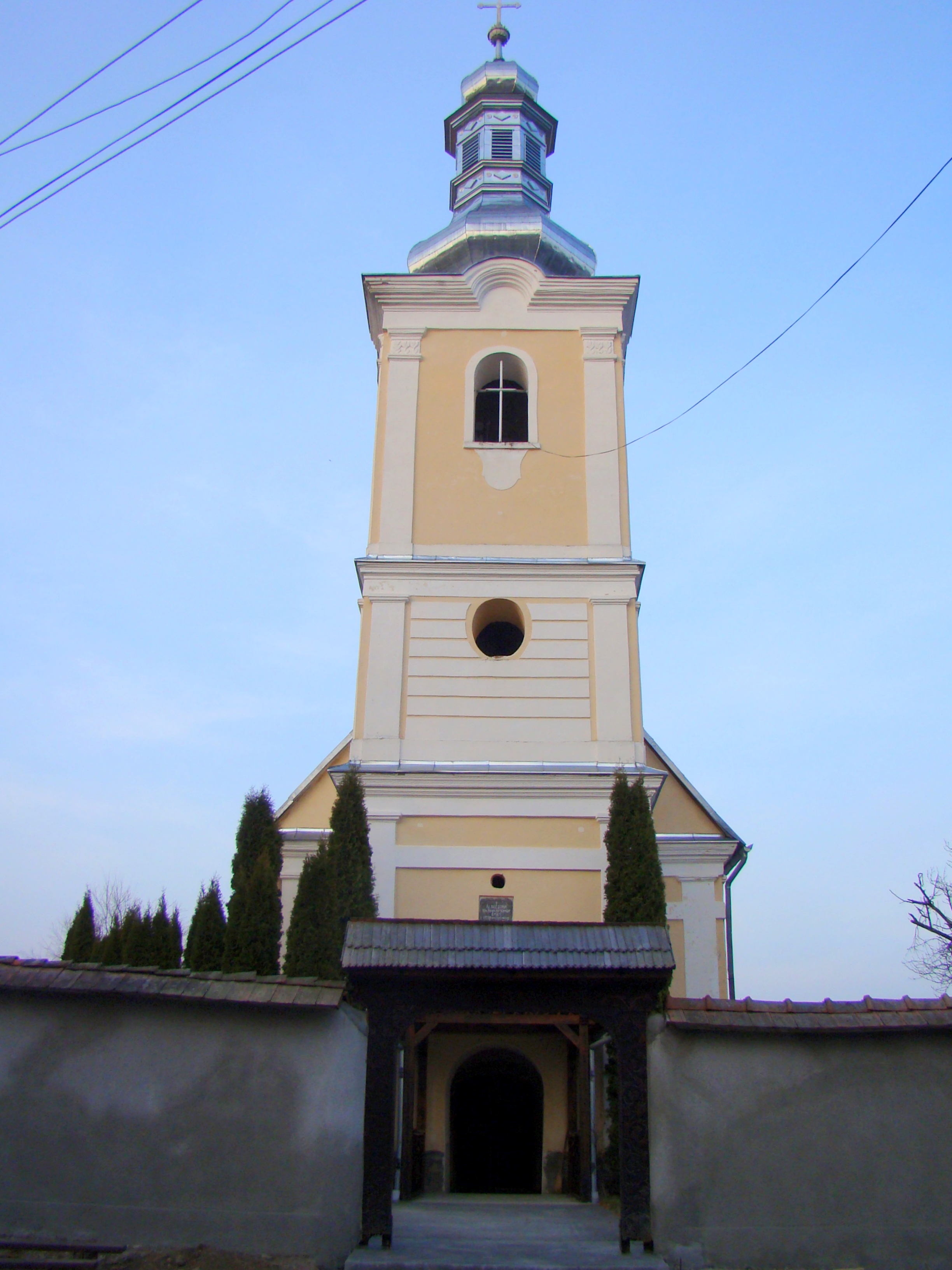
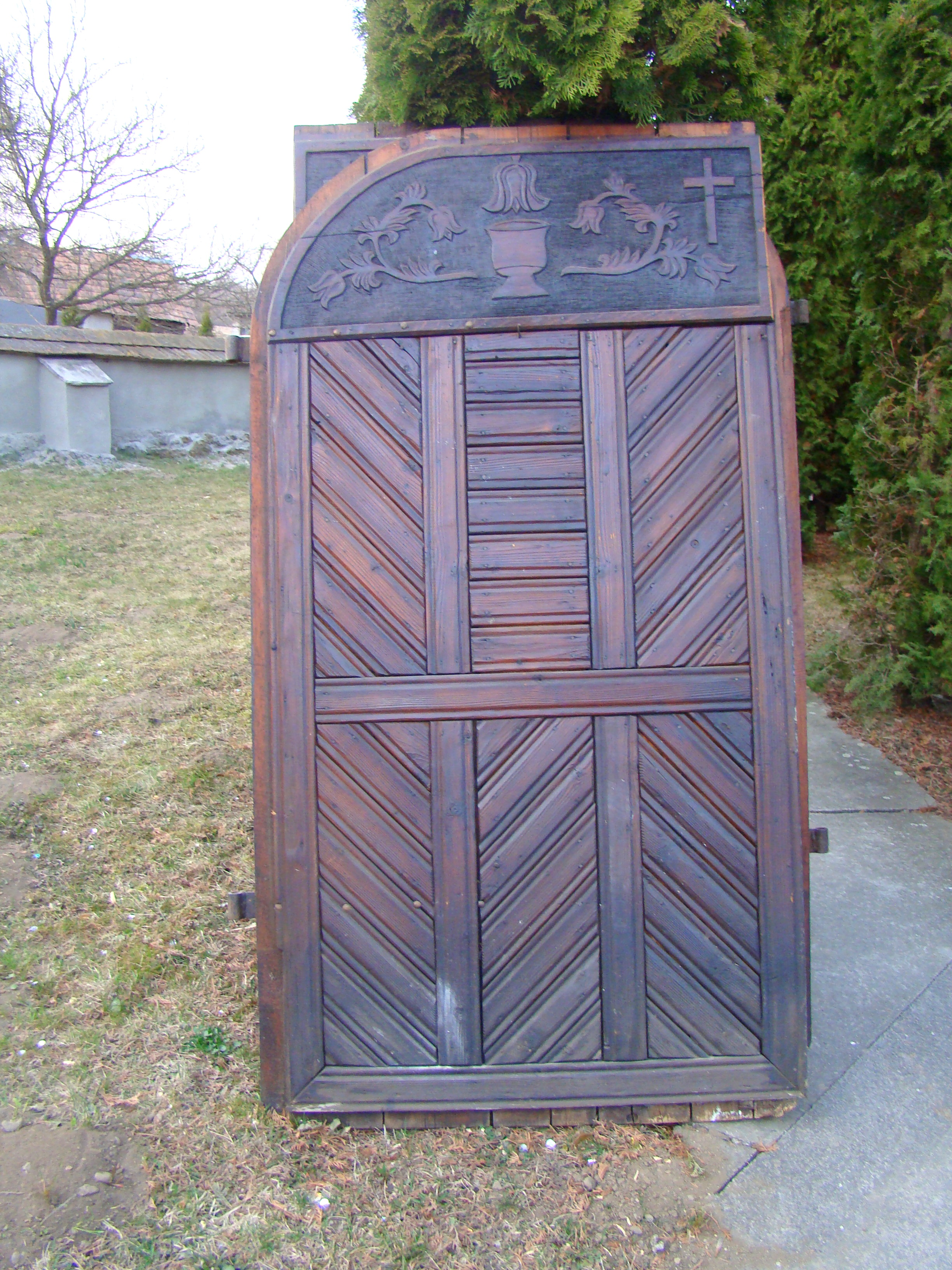
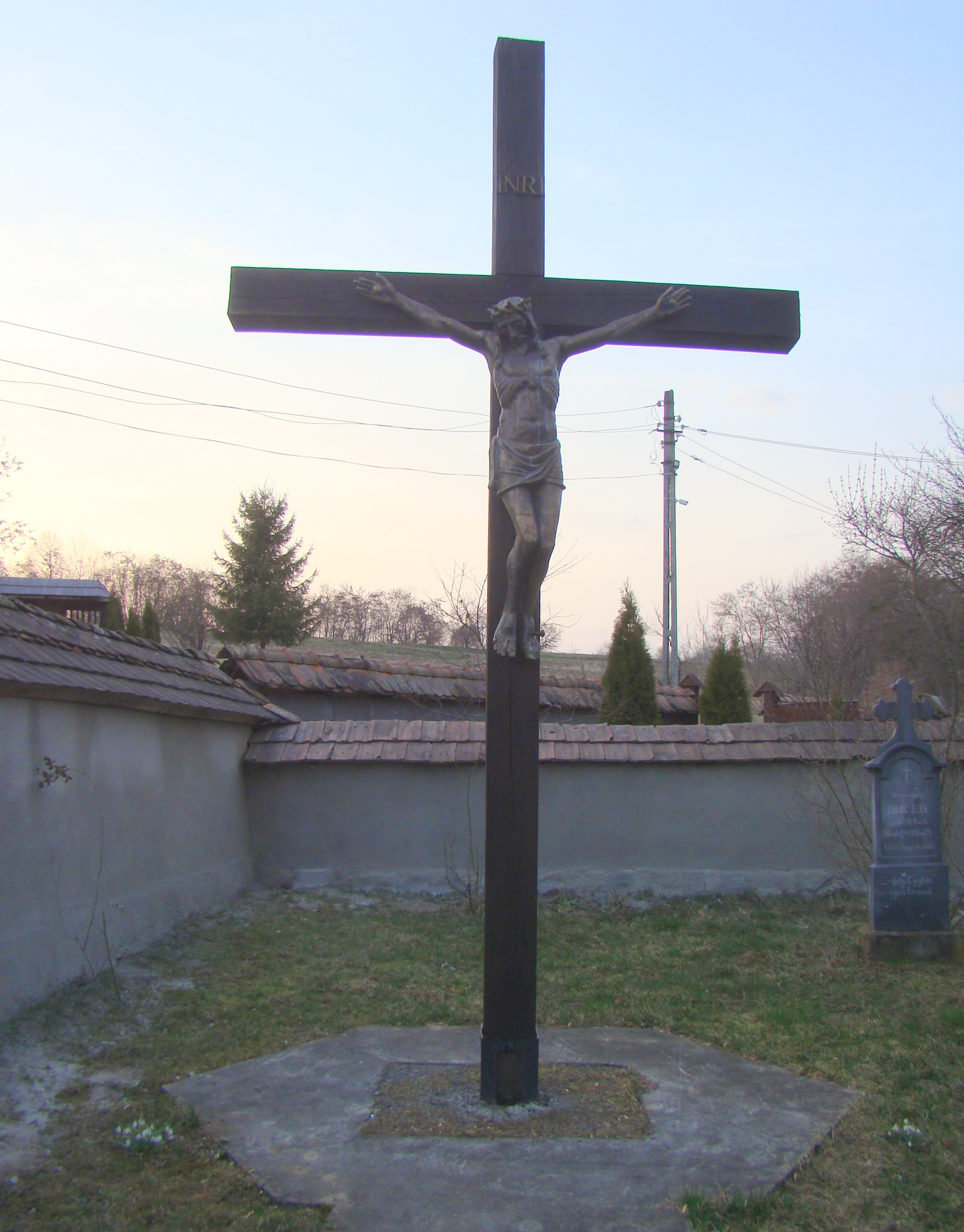
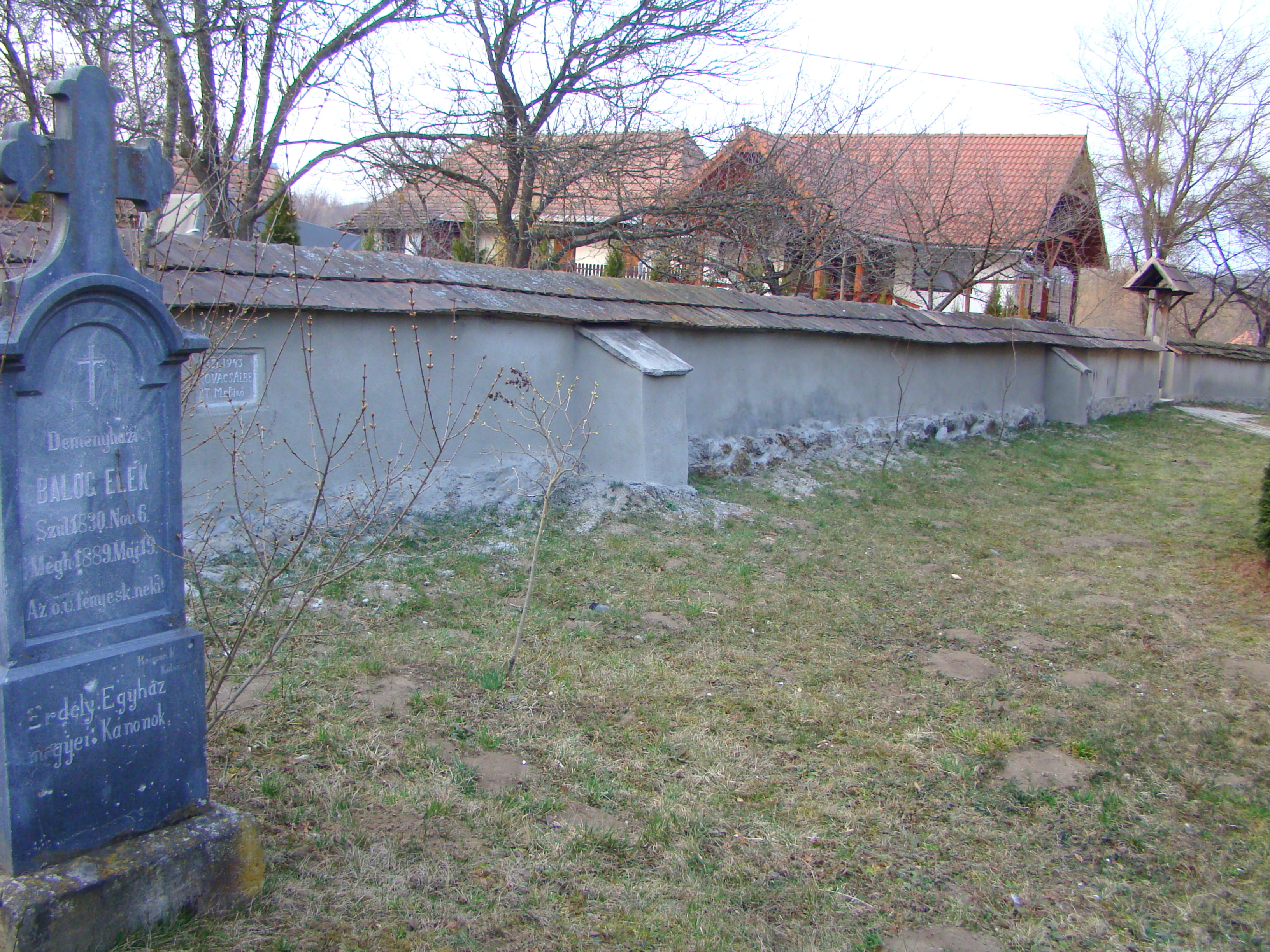
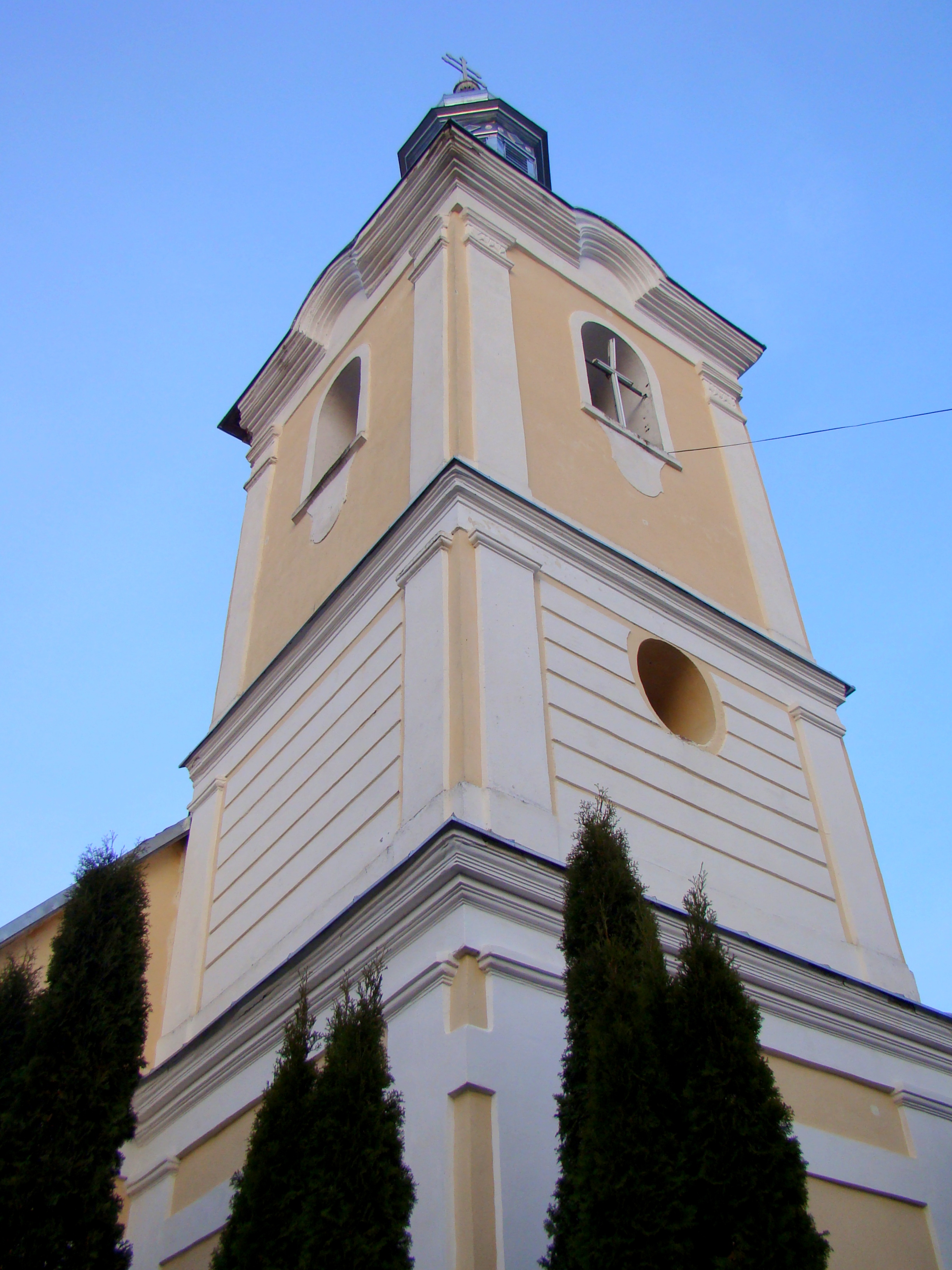
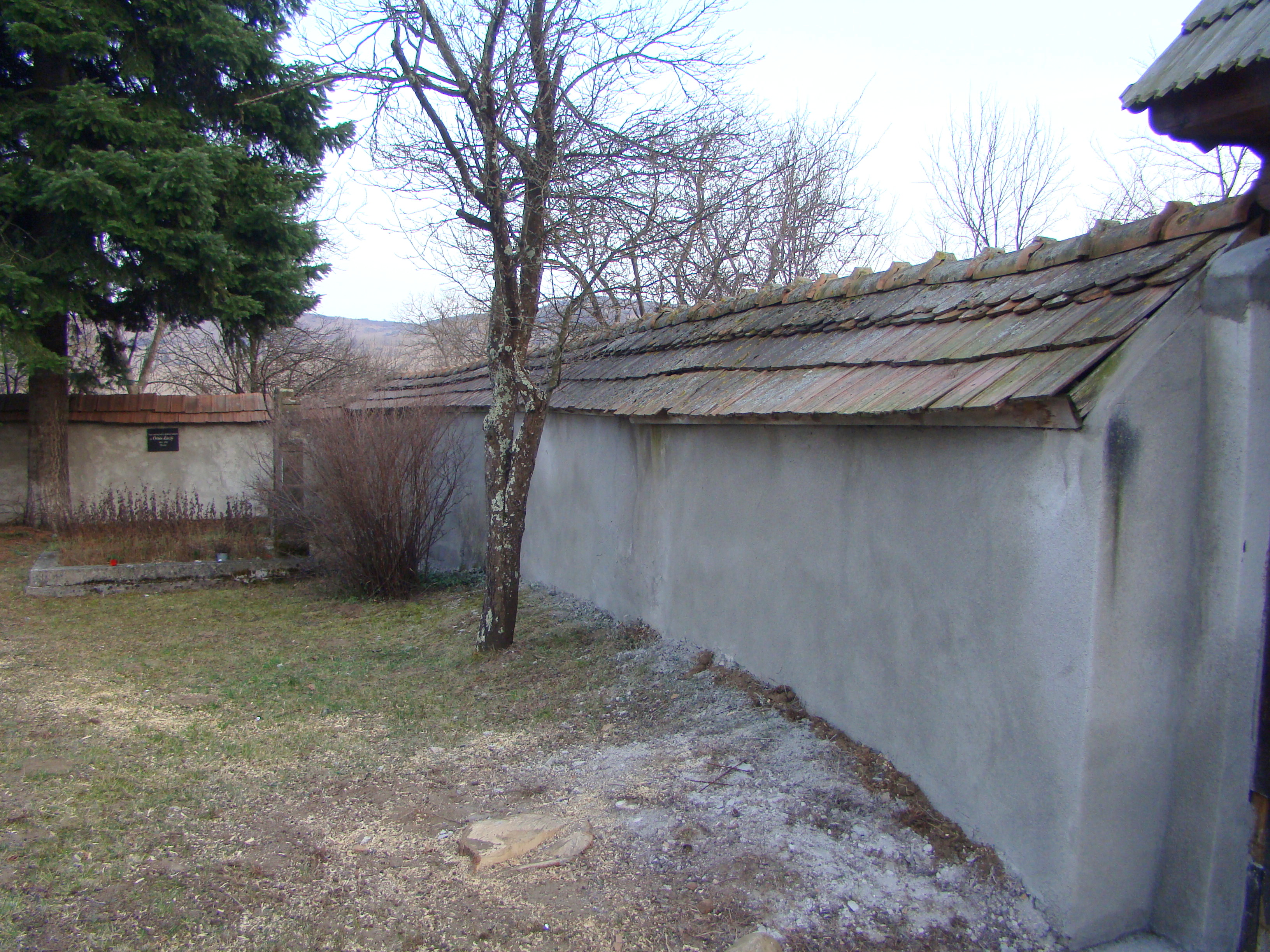
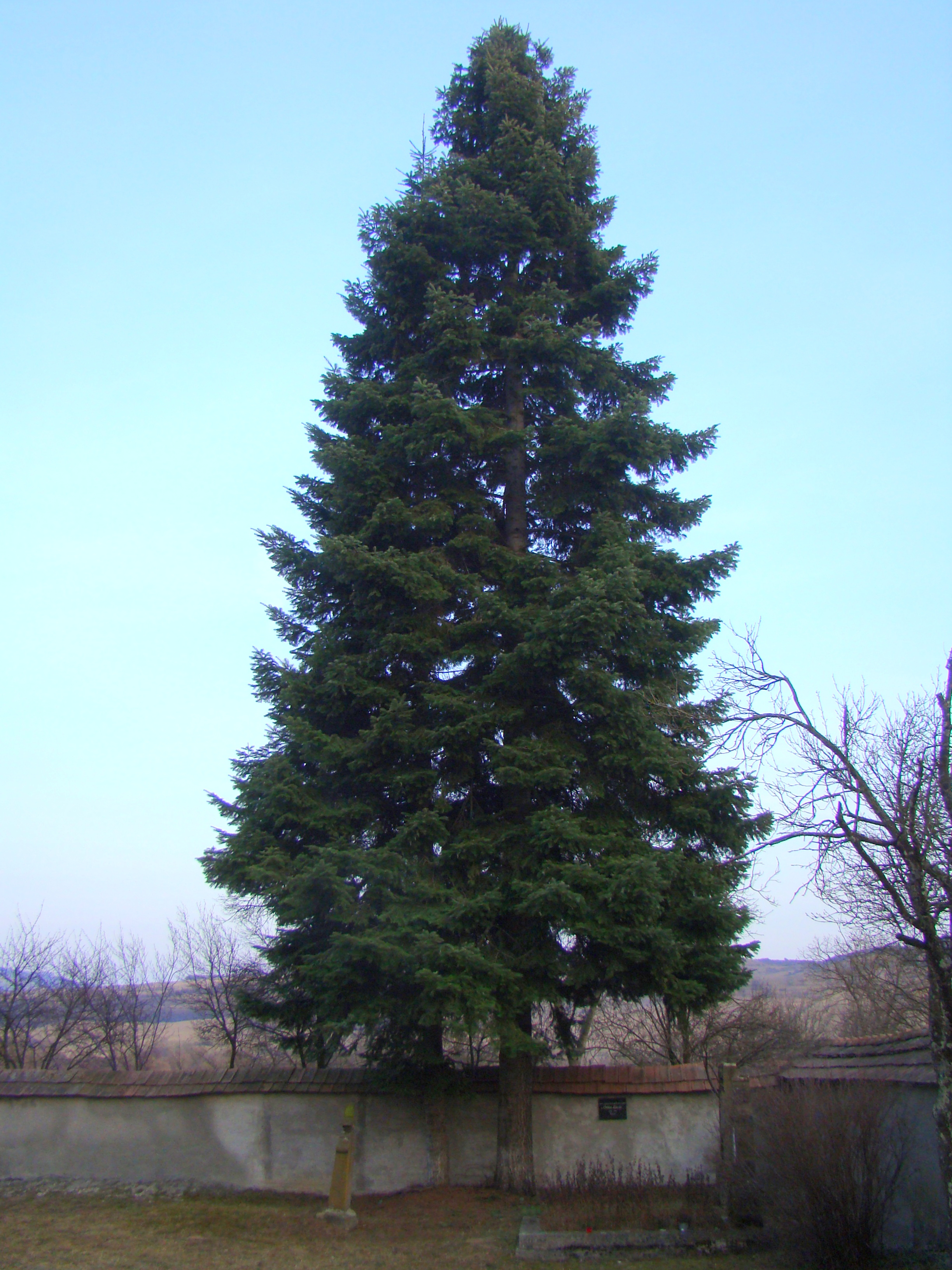
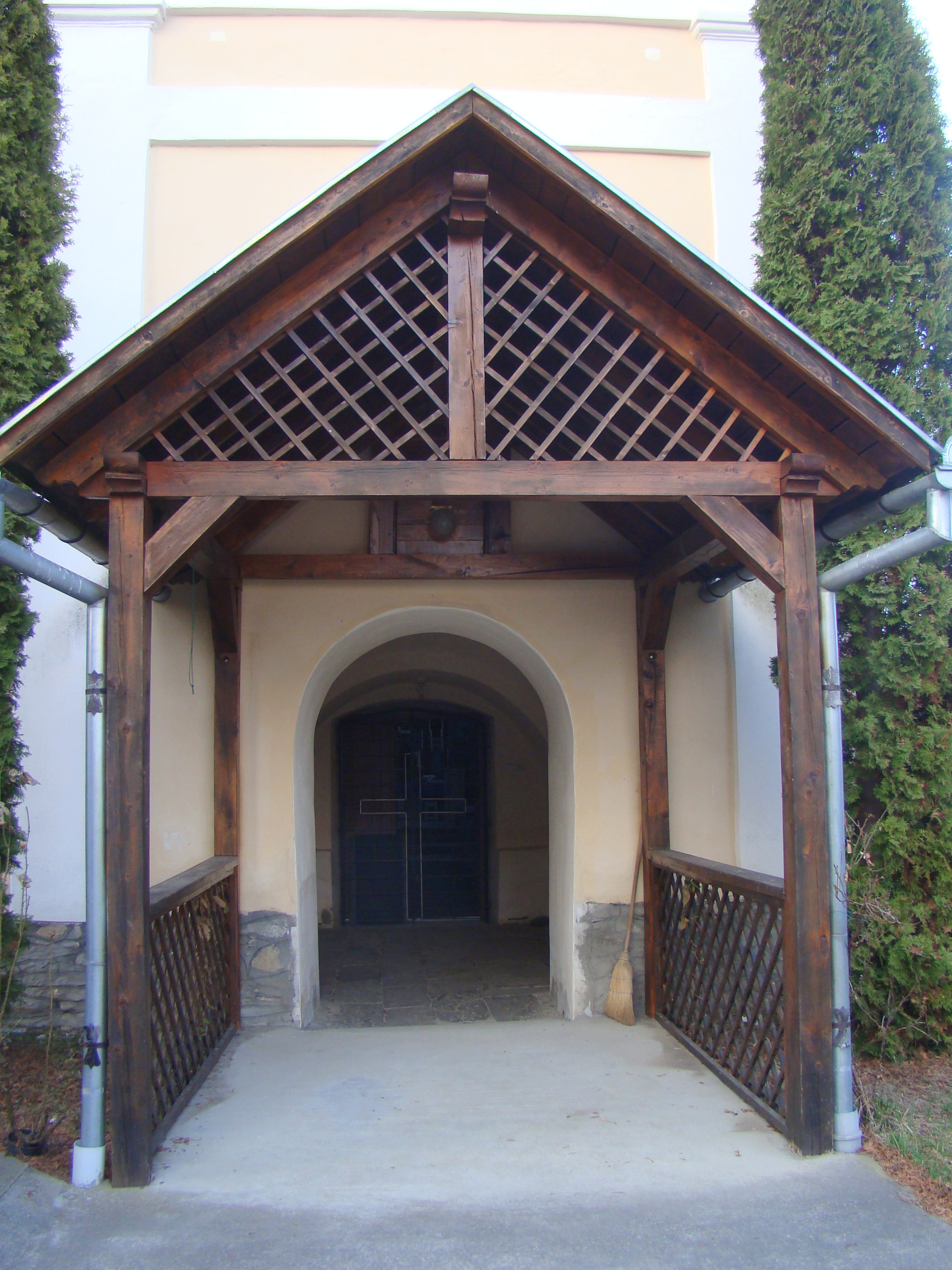
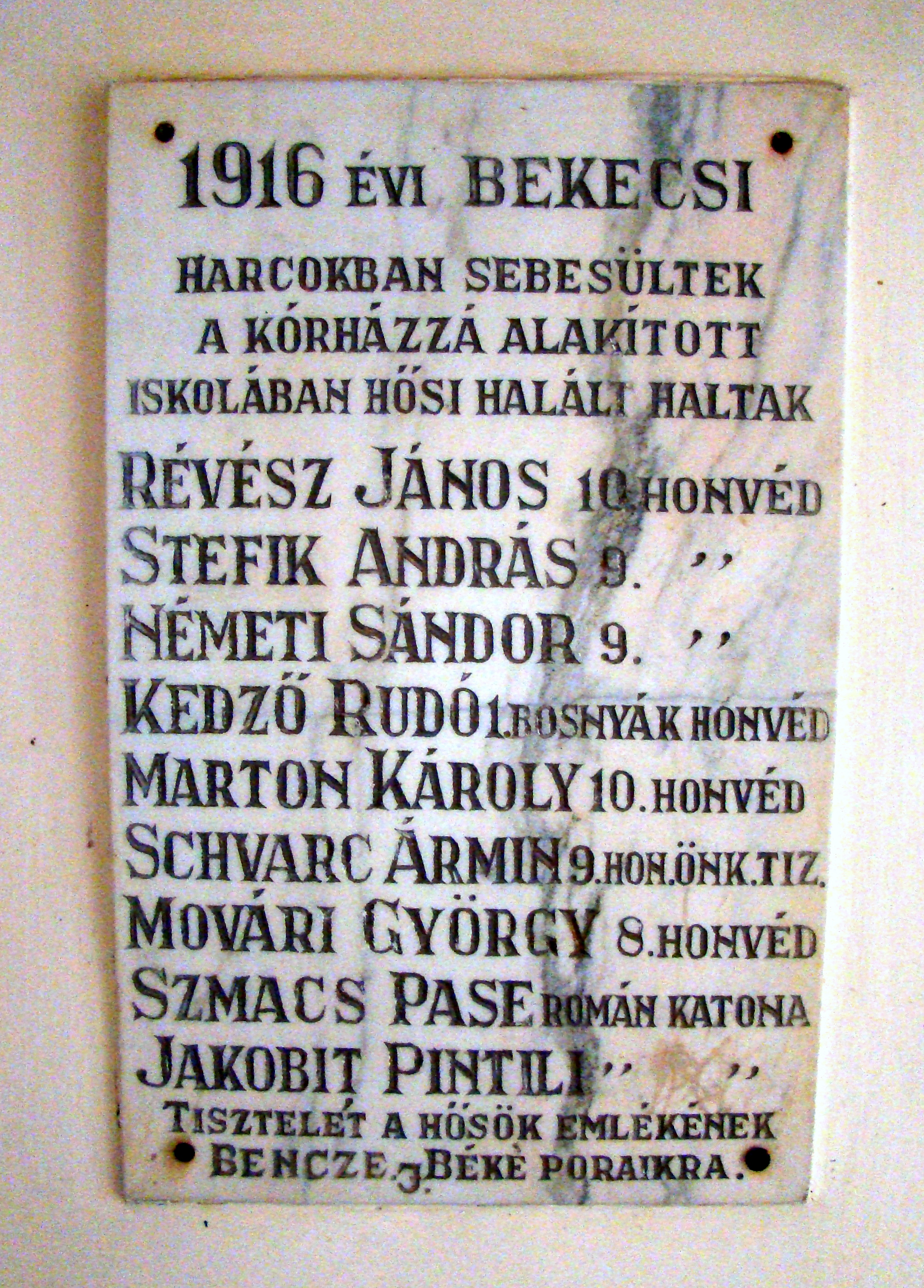
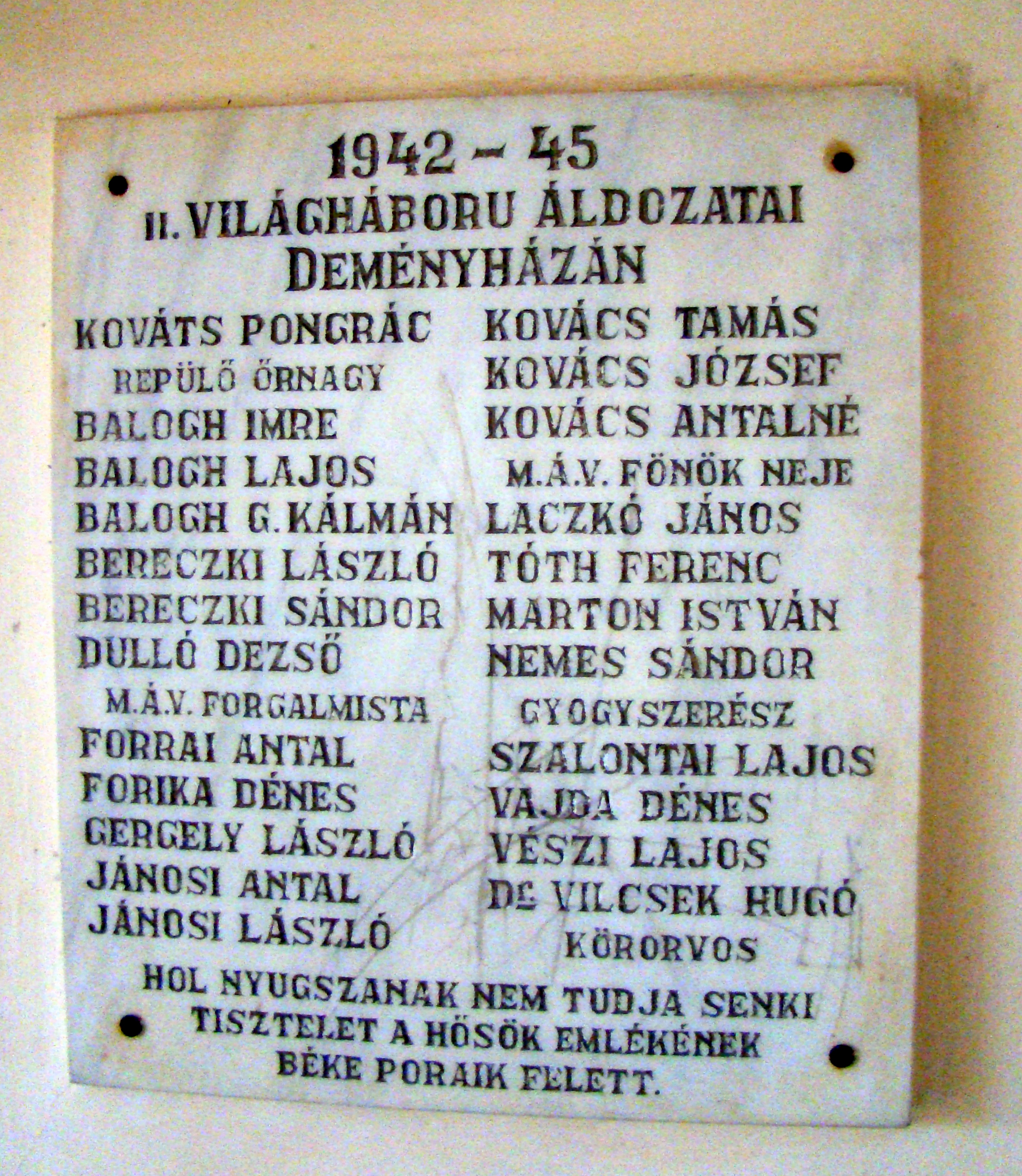
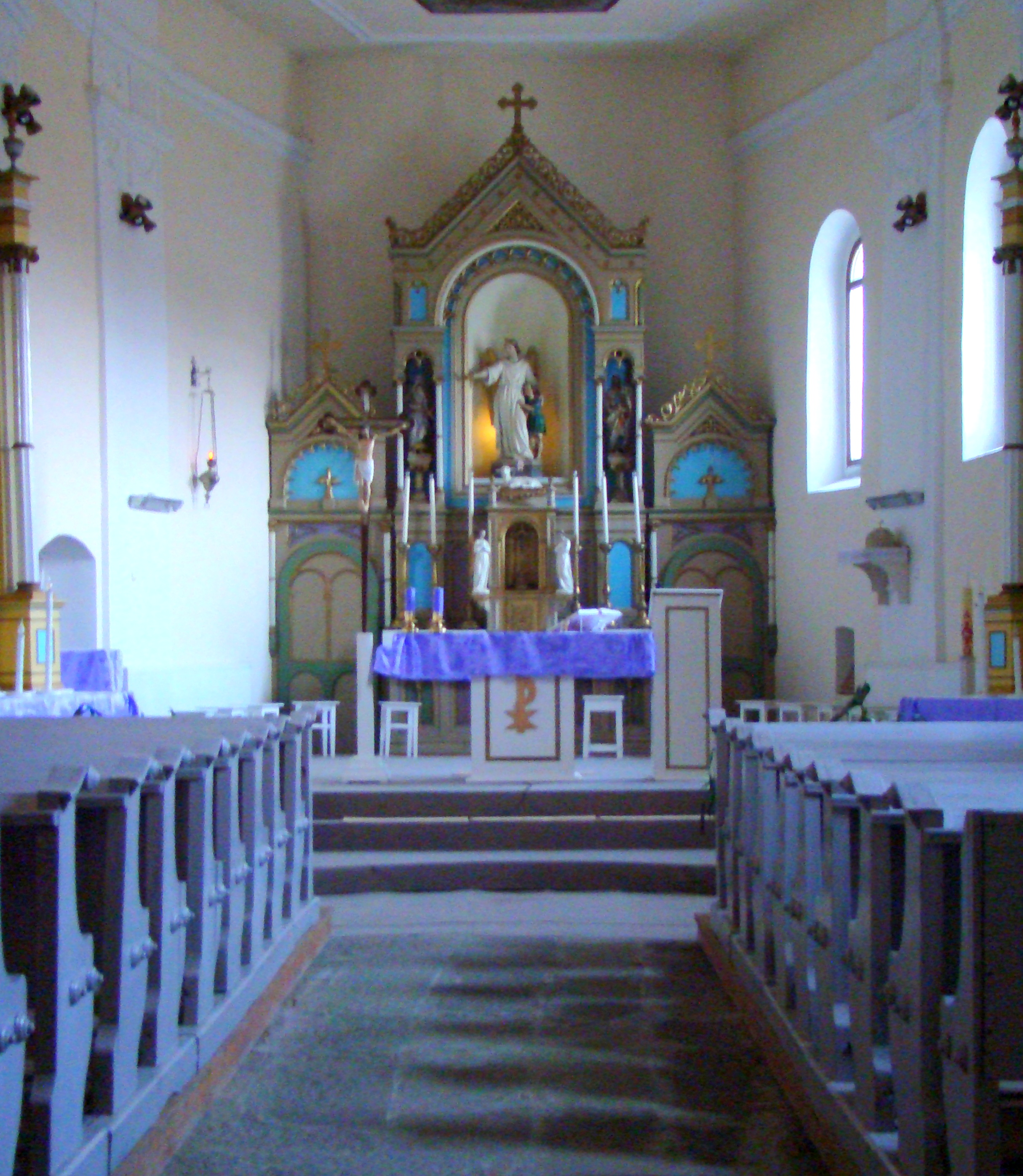
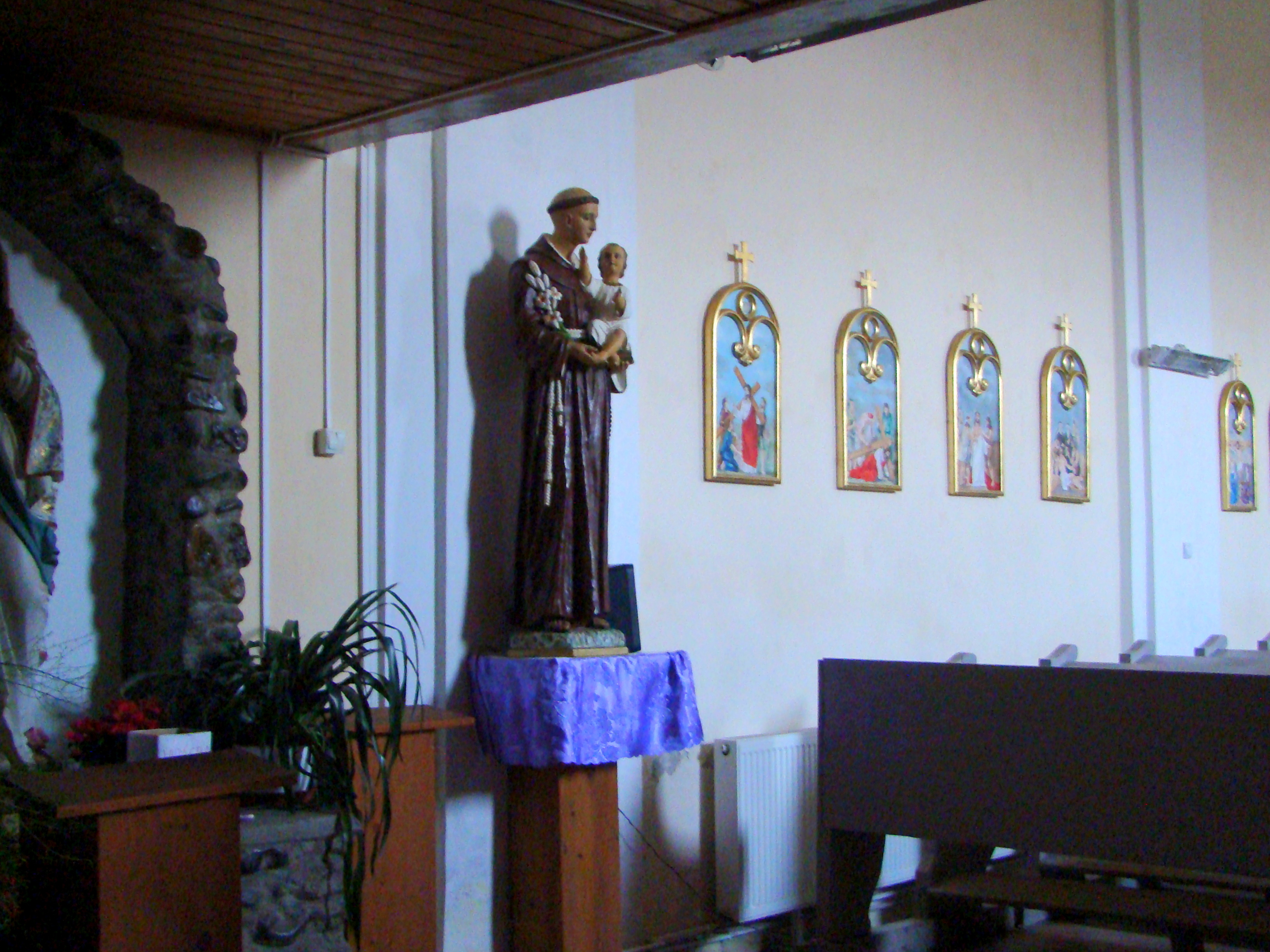
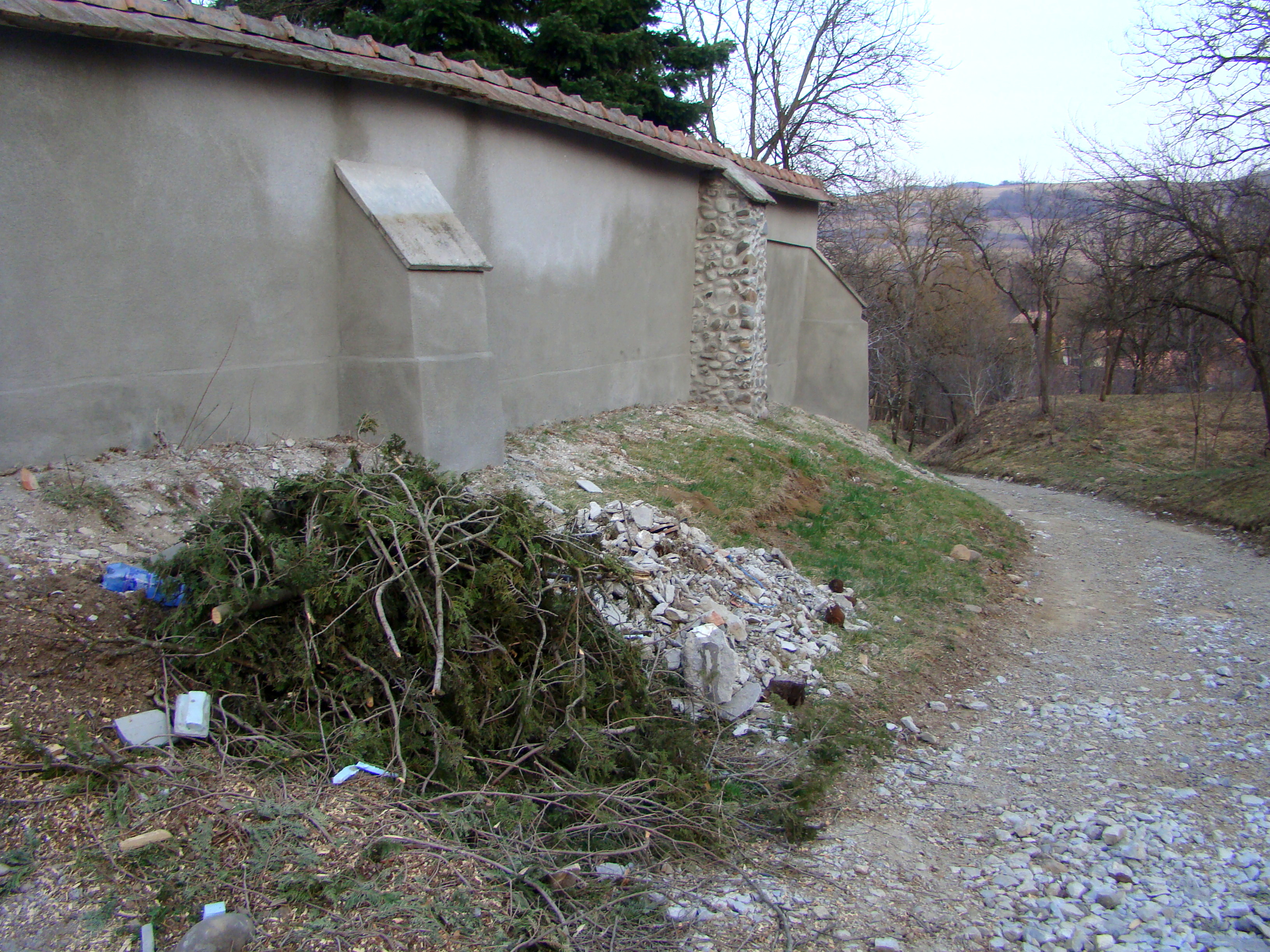
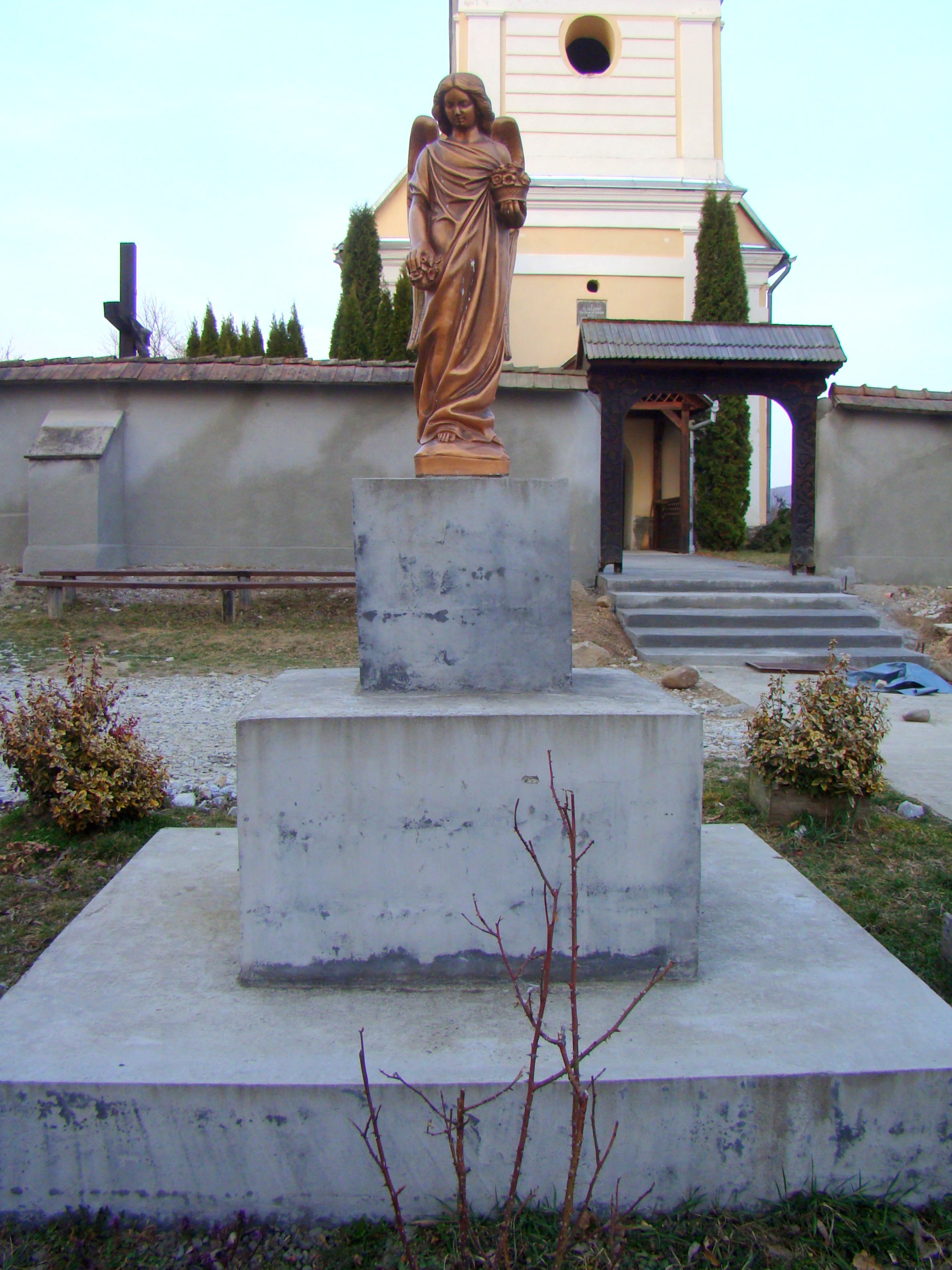
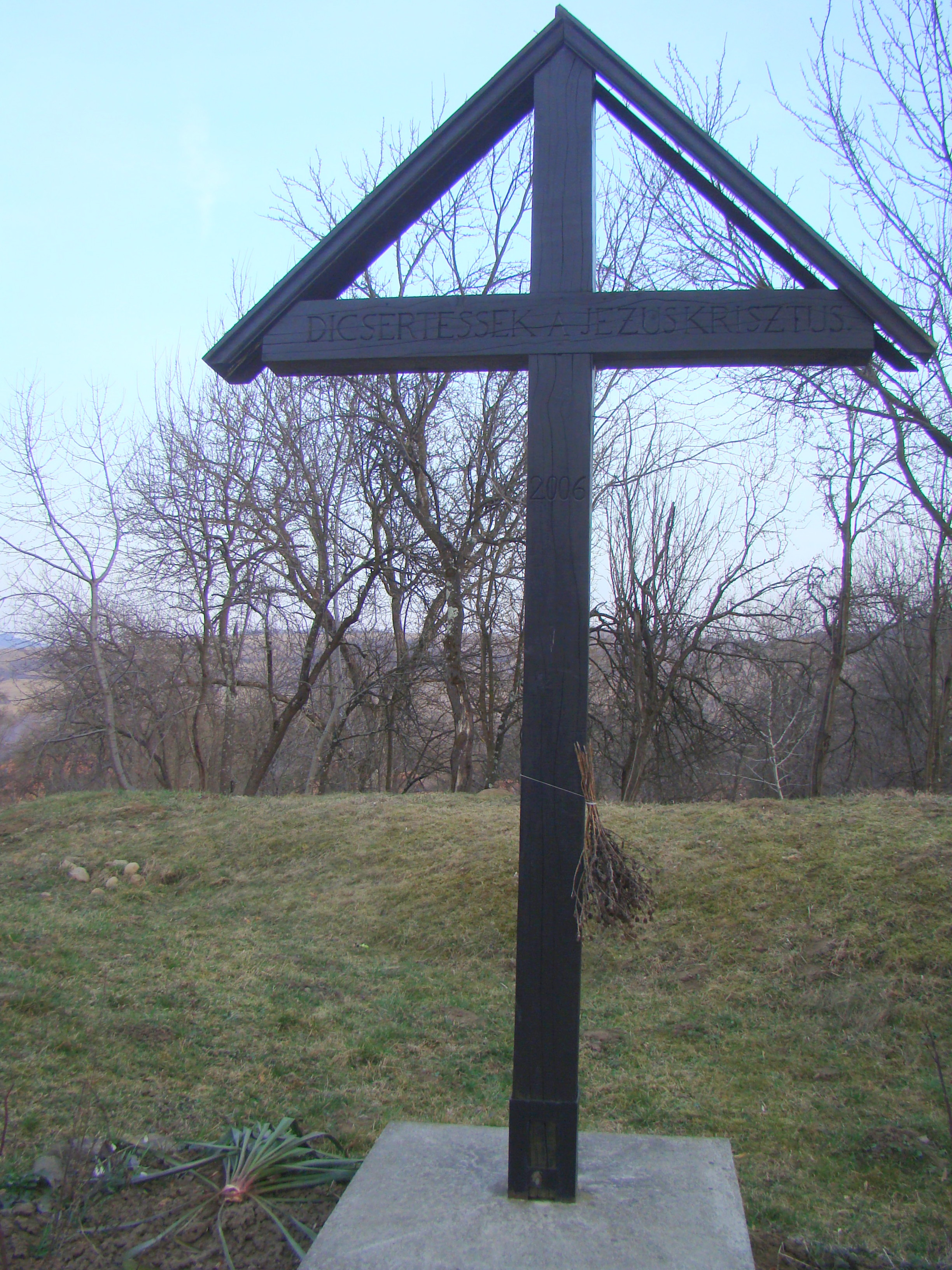
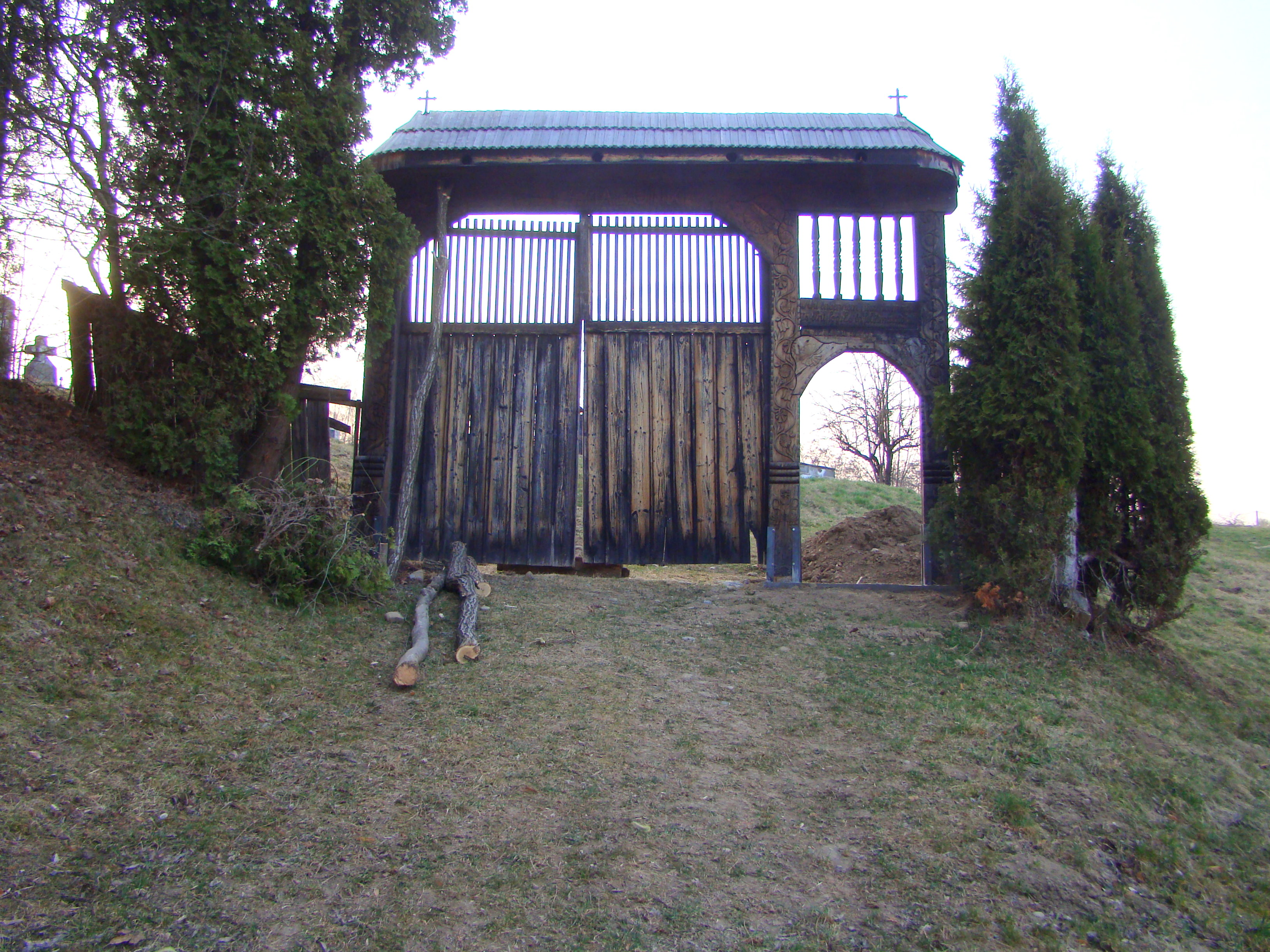
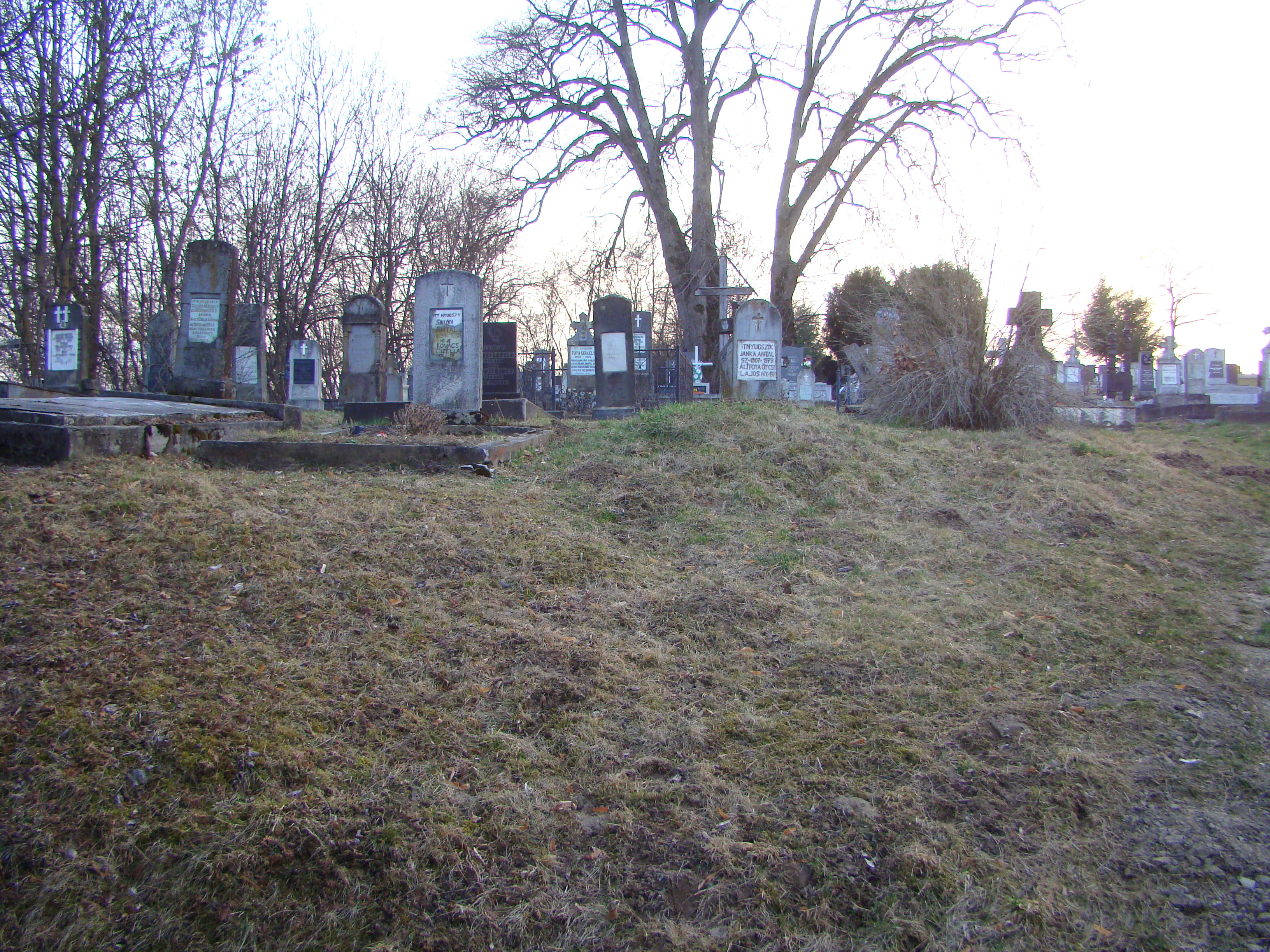
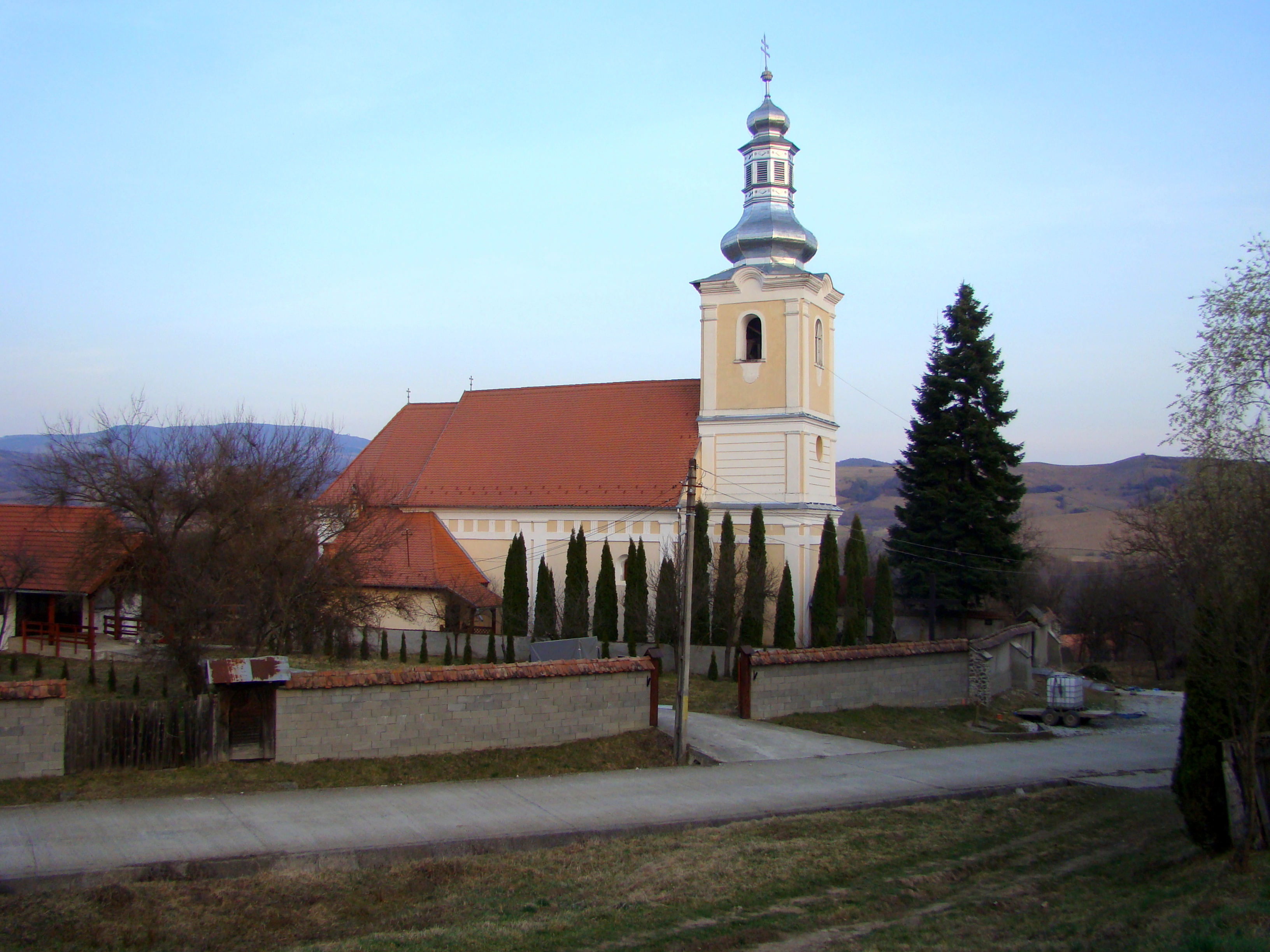

## Vezi și
- Dămieni, Mureș